# Musa Sonko
Musa Sonko ist ein gambischer Politiker und Diplomat.

## Leben
Sonko war stellvertretender Vorsitzender der National Reconciliation Party (NRP) und gehörte der Coalition 2016 an, die sich vor der Präsidentschaftswahl 2016 gebildet hatte. 
Im Mai 2017 wurde er vom neugewählten Präsidenten Adama Barrow als Botschafter in Guinea-Bissau ernannt. Er war gleichzeitig Kap Verde und Guinea akkreditiert. Anfang November 2018 wurde er nach Gambia zurückbeordert und von seinem Botschafterposten entlassen. Sonko führte die Entlassung darauf zurück, dass er als Botschafter betrügerische Machenschaften in der Botschaft in Guinea-Bissau aufgedeckt habe. Er verklagte das Außenministerium wegen der Beendigung seiner Botschafterstellung auf Schadensersatz und kündigte 2024 Klagen gegen Außenminister Mamadou Tangara und Staatssekretär Sulayman Omar Njie an.
2021 verließ Sonko die NRP und trat in die United Democratic Party (UDP) ein.